# محمد باشا الكلفلي
محمد باشا الكلفلي (بالتركية: Kalafat Mehmed Paşa)‏ كان الصدر الأعظم للدولة العثمانية في الفترة ما بين 1 سبتمبر 1778 حتى 22 أغسطس 1779.